# 西门鸡翅

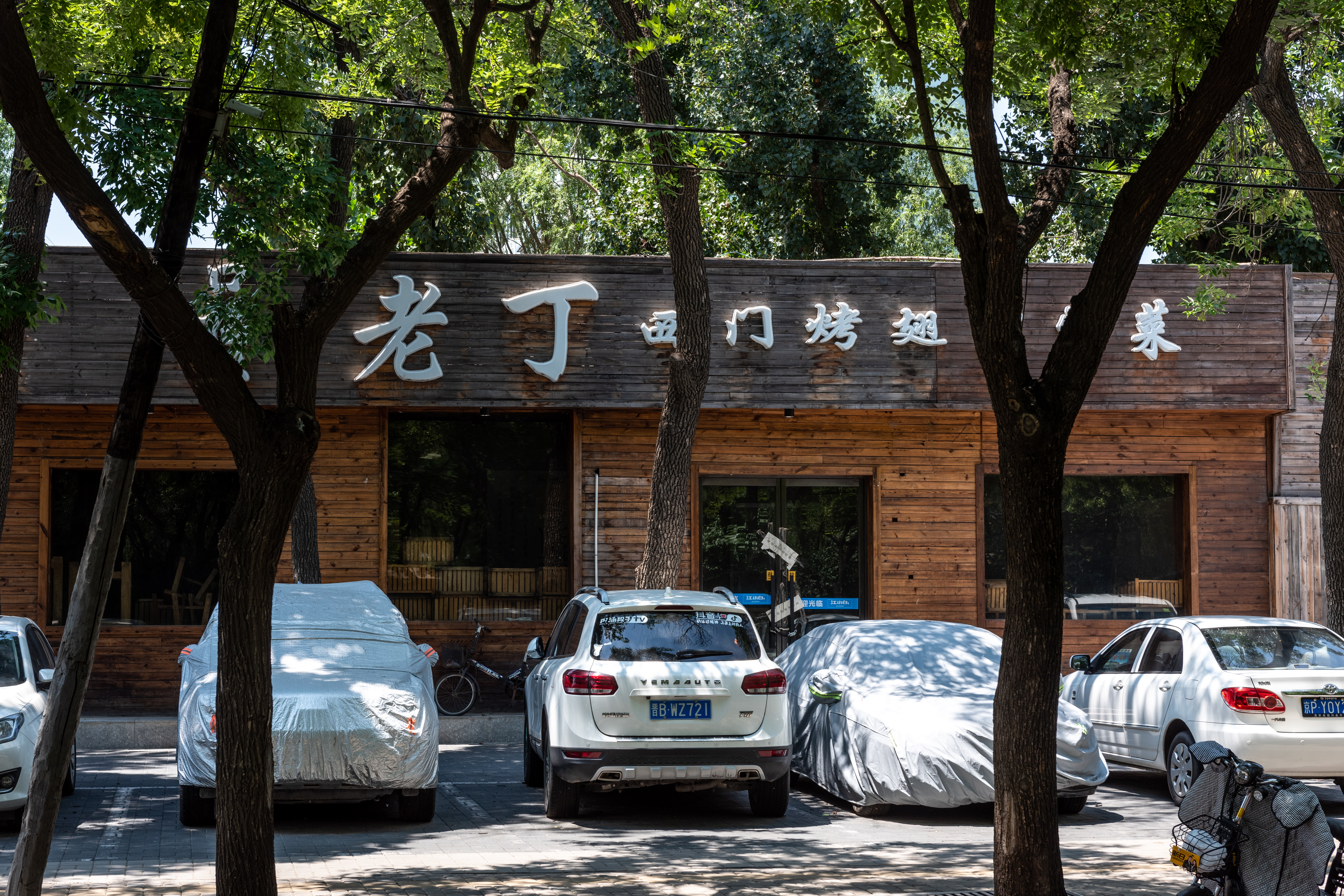
相传始创西门鸡翅的老丁

西门鸡翅是北京大學西门卖鸡翅烧烤的统称，深受北大學生喜爱。最早据说开始于2001年，其中位于北大畅春新园北面的老丁为西门鸡翅创始人，后来发展壮大，再后来发生纠纷而分裂，从而出现清华西门的彭氏西门鸡翅，目前北大西门外的西门鸡翅有百事吉、磁福竹楼和以老丁为首的路边小摊群，每到夜晚这里都是北大学生聚集的地方，也是未名BBS版聚之最常选择的地点。

## 來源
- 西门鸡翅 追忆学生时代[永久]